# سيمون تشارلتون
سيمون تشارلتون (بالإنجليزية: Simon Charlton)‏ (25 أكتوبر 1971 في المملكة المتحدة - ) هو مدرب كرة قدم ولاعب كرة قدم بريطاني في مركز الدفاع. لعب مع أولدهام أثلتيك وبرمنغهام سيتي وبولتون واندررز ونادي ساوثهامبتون ونورويتش سيتي وهدرسفيلد تاون وMildenhall Town F.C. ‏.

## وصلات خارجية
- سيمون تشارلتون على موقع قاعدة بيانات كرة القدم.إي يو (الإنجليزية)
- سيمون تشارلتون على موقع Soccerbase.com (لاعب) (الإنجليزية)
- سيمون تشارلتون على موقع Soccerway.com (الإنجليزية)
- سيمون تشارلتون على موقع عالم كرة القدم.نت (الإنجليزية)